# Filles uniques
Filles uniques è un film del 2003 diretto da Pierre Jolivet.
L'incontro tra due persone estremamente diverse, ma entrambe figlie uniche, dà origine ad un legame inaspettato e dalle conseguenze imprevedibili.

## Trama
Carole Rewinsky è una giovane sostituto procuratore di Parigi che per lavoro si imbatte in casi e in personaggi di ogni tipo. Quando deve trattare il caso di Tina, una giovane cleptomane con la fissa per le scarpe di lusso, dentro già da un mese, deve assentarsi e lascia che se ne occupi il cancelliere.
Quella sera, mentre ha dei problemi con la lavastoviglie, vede presentarsi a casa sua la stessa Tina, appena rilasciata, che vuole ringraziarla. La cosa è fuori luogo e, in parte, anche ingiustificata ma la ragazza risolve il problema domestico di Carole che però poi la invita ad andarsene. Nell'uscire, la ragazza inciampa con una bottiglia e poi, cercando di riparare al vino versato e ai vetri per terra, si ferisce ad un piede. Così Carole dopo averla medicata, stanca, decide di ospitarla per la notte. La mattina seguente Carole e il marito Adrien scoprono che Tina ha riordinato la cucina, pulito il bagno e preparato il caffè, poi è tornata nel suo alloggio provvisorio.
Carole scopre però che dalla sua scarpiera sono sparite quasi tutte le scarpe e teme che la ragazza abbia avuto una ricaduta quindi la va a trovare. Tina confessa di averle dovute buttare dopo averle viste, per il bene di Carole, che merita di avere scarpe di qualità superiore. Mentre disquisicono ancora della cosa e cercano un bar per chiarirsi, la giovane giudice scorge un uomo accusato di sfruttamento della prostituzione e ha un'idea. Se Tina si offrisse di fare da esca, questo soggetto, da tempo nel mirino dell'autorità giudiziaria, potrebbe essere finalmente incastrato ed arrestato. La ragazza accetta e l'operazione va in porto con un grande successo.
Così Carole, per riconoscenza e per dare qualche giorno di copertura a Tina che si è dimostrata abile e coraggiosa, continua ad ospitarla a casa. Una sera però ha una nuova visita. Stavolta si tratta di Mermot, un baro che confessa di non aver detto tutta la verità in procura, in quanto i suoi stessi avvocati sarebbero coinvolti in una frode fiscale di un casinò, che si servirebbe per questo di gettoni falsificati, che lui mostra come prove. Tina assiste a tutto, e quando Carole, ottiene dal procuratore, i fondi per verificare di persona la situazione, in quel di Annecy, la giovane procuratrice porta con sé la nuova amica, che conosce un po' quei luoghi e può aiutarla a disimpegnarsi meglio in una missione delicata.
Dopo una serata di svago che coinvolge anche i poliziotti assegnati al caso, le due si recano al casinò e Carole, vincendo alle slot-machine, recupera un gran numero di gettoni, che ora devono essere controllati. Tina, nell'aiutarla, aggiunge i gettoni falsi che aveva sottratto a Parigi a Mermot, così Carole ha le prove necessarie per un'operazione in grande stile, come sognava. Tina, inspiegabilmente, poi si dilegua.
In seguito il procuratore viene a sapere sempre da Mermot che i vertici di quel casinò erano stati allertati dell'arrivo del giudice e quindi non si spiega come siano state trovate quelle prove, se non con la scomparsa dei gettoni falsi, avvenuta proprio a casa della giovane procuratrice. Carole si difende come può, ma la sua carriera rischia di avere una brusca frenata per colpa di questo scivolone, che, come le è subito chiaro, è stato causato da Tina.
Per distendere i nervi, allora, va in piscina a nuotare, in un giorno diverso da quello per lei abituale. Qui vi trova Tina, che sta prendendo lezioni di nuoto. Carole la affronta a brutto muso e lei si scusa. Quindi Carole ha di nuovo un'idea, perché per uscire dai suoi guai può aver bisogno di un'amica scaltra come Tina che, in un attimo, si rende disponibile, facendo ritornare la serenità e la complicità tra le due.
Due persone che sembravano diversissime ma che, entrambe figlie uniche, pian piano si sono scoperte avere molte passioni comuni, come il nuoto e le scarpe di lusso.

## Produzione
Le riprese del film sono avvenute tra Parigi e Annecy nei luoghi dove effettivamente il film è ambientato.